# Bahnhof Dallgow-Döberitz
Der Bahnhof Dallgow-Döberitz ist eine Betriebsstelle der Bahnstrecke Berlin–Lehrte in der Gemeinde Dallgow-Döberitz im Landkreis Havelland in Brandenburg. Das Empfangsgebäude und weitere Nebengebäude sind als Baudenkmale in der Denkmalliste des Landes Brandenburg geführt.

## Bahnhof
Der Bahnhof wurde im Jahr 1871 im Zuge des Baus der Bahnstrecke zwischen Gardelegen und Spandau gebaut. Als die ersten Planungen für den Bahnhof begannen, stritt die Bevölkerung der Orte Rohrbeck und Dallgow, die damals noch eigenständige Gemeinden waren, über den Standort. Keines der Dörfer wollte ihn in der Nähe haben, weil die Milchbauern einen Rückgang der Leistungsfähigkeit ihrer Tiere durch den zu erwartenden Lärm befürchteten. Letztlich wurde der Bahnhof an der Gemeindegrenze errichtet.
Zwischen 1871 und 1898 hieß die Station Dallgow, seitdem trug sie bis Ende des Zweiten Weltkriegs den jetzigen Namen Dallgow-Döberitz. Während der deutschen Teilung wurde sie als Dallgow (b Berlin) bezeichnet, dieser Name findet sich auch am Empfangsgebäude. Seit 1998 heißt sie wieder Dallgow-Döberitz.
Von 1996 bis 1998 war während des Baus der Schnellfahrstrecke Hannover–Berlin der Abschnitt zwischen Wustermark Rangierbahnhof und Berlin-Spandau gesperrt. Auch der Bahnhof Dallgow-Döberitz wurde grundlegend umgebaut. Eine Reihe von Gleisen entfielen, der Bahnhof wurde zum Haltepunkt zurückgebaut. Nördlich davon liegen die zwei Gleise der Schnellfahrstrecke. Dort fahren auf zwei der vier Gleise Güter- und Fernzüge. An der Stammstrecke der Lehrter Bahn liegt der Bahnsteig mit zwei Gleisen, die vornehmlich von Regionalzügen genutzt werden. 

### Verkehrsanbindung
Aktuell halten am Bahnhof jeweils im Stundentakt die Regional-Express-Linie RE 4 Stendal–Falkenberg (Elster) und die Regionalbahn-Linie RB 21 Potsdam–Berlin-Gesundbrunnen.
| Linie               | Linienverlauf | Takt (min)                                                        | EVU              |
| ------------------- | --- | ----------------------------------------------------------------- | ---------------- |
| RE 4                | (Stendal Hbf –) Rathenow – Wustermark – Elstal – Dallgow-Döberitz – Berlin Jungfernheide – Berlin Südkreuz – Ludwigsfelde – Jüterbog (– Falkenberg (Elster)) | 60 Rathenow–Jüterbog (120 Stendal–Rathenow / Jüterbog–Falkenberg) | DB Regio Nordost |
| RB 21               | Berlin Gesundbrunnen – Berlin Jungfernheide – Berlin-Spandau – Dallgow-Döberitz – Elstal – Wustermark – Priort – Golm – Potsdam Park Sanssouci – Potsdam     | 60                                                                | DB Regio Nordost |
| Stand: 9. Juni 2024 | |                                                                   |                  |

## Empfangsgebäude
Das Empfangsgebäude wurde im Heimatstil erbaut. Es ist ein zweigeschossiges Bauwerk aus roten Ziegeln mit einem Satteldach. Es wird heute als Wohn- und Geschäftshaus genutzt. Hier finden sich unter anderem Gastronomiebetriebe und die Gemeindebibliothek.
Der zum Erscheinungsbild des Bahnhofs gehörende gepflasterte Bahnhofsvorplatz ist nicht vom Denkmalschutz erfasst. Er wurde jahrelang nur sporadisch für einen Weihnachtsmarkt genutzt. Im Jahr 2020 wurde beschlossen, hier über den Bürgerhaushalt einen Springbrunnen zu errichten.